# Hylaeus bouyssoui
Hylaeus bouyssoui is een vliesvleugelig insect uit de familie Colletidae. De wetenschappelijke naam van de soort is voor het eerst geldig gepubliceerd in 1899 door Vachal.